# Marilia mathisi
Marilia mathisi là một loài Trichoptera trong họ Odontoceridae. Chúng phân bố ở miền Tân bắc.